# Vižaj
Il Vižaj (in russo Вижай?) è un fiume della Russia europea orientale, affluente di sinistra della Vil'va. Scorre nel Gornozavodskij rajon e nel distretto della città di Čusovoj del Territorio di Perm'.
Il fiume ha origine sugli speroni occidentali degli Urali centrali, vicino alla sorgente della Vil'va; scorre in direzione sud-occidentale e attraversa l'insediamento di tipo urbano di Pašija. Sfocia nella Vil'va a 28 km dalla foce. Il fiume ha una lunghezza di 125 km, il suo bacino è di 1080 km².